# 孫心瑜
孫心瑜（？—），中華民國繪本作家，其作品有《背影》、《台南遊》、《酒釀》等作品。孫心瑜得到義大利波隆那童書展拉加茲獎。

## 學歷
- 國立臺灣師範大學美術學系研究所

## 經歷
- 2014年與陳玉金、李明足、祝建太、何華仁、邱承宗、黃郁欽、陶樂蒂、陳維霖等作家一起擔任由宜蘭縣政府文化局舉辦的蘭陽繪本創作營講師。[4]

## 作品
- 《背影》
- 《回家》
- 《酒釀》[5]
- 《台南遊》[6]
- 《香港遊》[7]

## 展覽
- 2017年3月3日～3月23日，與曹益欣、蔡美保、信子、劉旭恭、邱承宗、唐唐、童嘉、許匡匡、林柏廷、廖書荻共11位台灣當代繪本創作者一同舉辦「停聽看他們做繪本」展覽。

## 得獎
- 義大利波隆那童書展拉加茲獎
- 第35屆金鼎獎
- 信誼基金會幼兒文學獎圖畫書創作獎